# Urineun oneulbuteo
Urineun oneulbuteo (우리는 오늘부터?; lett. "Noi, a partire da oggi" o "Woo-ri, a partire da oggi", titolo internazionale Woori the Virgin) è un drama coreano trasmesso su SBS TV dal 9 maggio al 21 giugno 2022, remake della serie TV statunitense Jane the Virgin.

## Trama
Cresciuta sotto l'educazione severa della nonna, l'assistente sceneggiatrice Oh Woo-ri ha deciso di rimanere vergine fino al matrimonio, ma, a causa di un incidente durante una visita medica, viene sottoposta a inseminazione artificiale e si scopre incinta del figlio di Raphael, amministratore delegato di un'azienda di cosmetici.
Nel frattempo, il fidanzato storico di Woo-ri, Kang-jae, cerca il collegamento tra una serie di omicidi e la Diamond Medical Foundation del padre di Raphael, oltre a dare la caccia al Presidente Kim, un signore della droga senza volto che ha ucciso un detective.

## Personaggi e interpreti

### Personaggi principali
- Oh Woo-ri, interpretata da Im Soo-hyang
Assistente sceneggiatrice di una popolare soap opera.
- Kim Bok-nam "Raphael", interpretato da Sung Hoon
Amministratore delegato della Diamond Cosmetics, un'azienda di cosmetici.
- Lee Kang-jae, interpretato da Shin Dong-wook
Detective della squadra omicidi, fidanzato di Woo-ri da due anni.
- Lee Ma-ri, interpretata da Hong Ji-yoon
Moglie di Raphael, direttrice marketing alla Diamond Medical Foundation.

### Personaggi secondari
- Oh Eun-ran, interpretata da Hong Eun-hee[3] e Ko Joo-hee (da giovane)[4]
Madre di Woo-ri e aspirante cantante, suo sogno di gioventù che ha abbandonato quando, a sedici anni, è rimasta incinta.
- Seo Gwi-nyeo, interpretata da Yeon Woon-kyung
Madre di Eun-ran e nonna di Woo-ri, proprietaria di un ristorante di tonkatsu.
- Kim Dok-bae, interpretato da Joo Jin-mo
Presidente della Diamond Medical Foundation e padre di Raphael.
- Direttore Lim, interpretato da Park Seon-young
Segretario capo della Diamond Medical Foundation.
- Byun Mi-ja, interpretata da Nam Mi-jeong
Truffatrice.
- Park Na-hee, interpretata da Han Jae-yi
Detective della squadra crimini violenti.
- Kim Dong-hyun
Caposquadra di polizia.
- Choi Seong-il, interpretato da Kim Su-ro[5]
Primo amore di Eun-ran e padre di Woo-ri, di professione attore.
- Yu Ye-ri, interpretata da Lee Do-yeon
Sceneggiatrice di drama.
- Regista Park, interpretato da Im Jae-myung
- Choi Mi-ae, interpretata da Yeon Min-ji[6]
Attrice
- Park Doo-pal, interpretato da Kim Sa-kwon[7]
- Jung Hyung-sik, interpretato da Ahn Shin-woo[8]
Titolare di una società di sicurezza. Ex judoka che ha vinto una medaglia d'oro alle Olimpiadi di Atene nonostante fosse infortunato, si innamora a prima vista di Eun-ran dopo averla sentita cantare.
- Cho Deok-hoe[9]
- Byun Joon-seo[10]

### Apparizioni speciali
- Ostetrica-ginecologa, interpretata da Hwang Woo-seul-hye[11]

## Produzione

### Pre-produzione
Scritto e diretto da Jeong Jeong-hwa, il drama è un remake della serie statunitense del 2014-2019 Jane the Virgin, a sua volta adattata dalla soap opera venezuelana del 2002 Juana la virgen. Prima di optare per Oh Woo-ri, la protagonista è stata chiamata provvisoriamente Lee Soo-jung e Bae Ji-eun.
La produzione ha deciso di realizzare il remake perché "siamo rimasti affascinati dalla storia imprevedibile e dalla drammaticità intensa della storia femminile originale che si svolge attorno a tre generazioni di madri e figlie", concentrandosi sul reinterpretare l'ambientazione americana secondo i canoni coreani.

### Casting
Il casting di Im Soo-hyang e Sung Hoon nei ruoli dei protagonisti è stato riportato dai media sudcoreani il 15 luglio 2021; le agenzie dei due attori hanno risposto che stavano valutando positivamente l'offerta. La loro partecipazione, insieme a quella di Shin Dong-wook e Hong Ji-yoon, è stata confermata il 6 ottobre. È la terza volta che Im e Sung recitano insieme, dopo Sin gisaeng dyeon del 2011 e A-iga daseot del 2016.
Im Soo-hyang ha guardato Jane the Virgin immediatamente dopo aver letto la sceneggiatura del remake e averla trovata "veramente divertente". La visione l'ha convinta ad apparire nel drama, perché "[Jane the Virgin] era così interessante che ho guardato tutti gli episodi in una volta sola". Sung Hoon, invece, ha accettato il ruolo di Raphael a causa dei "bei ricordi" di quando Jeong Jeong-hwa l'aveva diretto ne Il suono del tuo cuore: Reboot nel 2018. Né Sung, né Shin Dong-wook hanno guardato Jane the Virgin; il secondo ha spiegato che avrebbe interferito con il suo tentativo di dare "un'atmosfera diversa" alla sua recitazione.

### Riprese
Le riprese sono iniziate a ottobre 2021. Il 1º dicembre, il set è stato chiuso per testare tutto lo staff dopo che Kim Su-ro ha contratto il COVID-19; quattro membri del personale sono risultati positivi, mentre Im Soo-hyang, Sung Hoon e Hong Eun-hee negativi. Kim è tornato al lavoro il 16 dicembre, una volta guarito.
Le riprese sono state sospese nuovamente a marzo 2022 per un altro caso di COVID-19 tra lo staff.

### Promozione e trasmissione
Il 5 aprile 2022, JTBC News ha riferito che era sorto un conflitto tra MBC e SBS sulla data di trasmissione di Urineun oneulbuteo. Il drama, originariamente previsto per l'11 aprile dopo Business Proposal, era stato spostato a maggio a causa di circostanze interne inevitabili della casa di produzione Group 8, andandosi a sovrapporre con Doctor Lawyer, un'altra fiction con Im Soo-hyang prodotta da MBC e fissata per il 27 maggio. Siccome la messa in onda di Doctor Lawyer era stata decisa antecedentemente, MBC ha accusato SBS di violazione dell'etica professionale, asserendo che il netto contrasto tra i personaggi interpretati da Im avrebbe danneggiato entrambe le serie, poiché i telespettatori avrebbero fatto fatica a trovarla completamente credibile in uno qualsiasi dei due ruoli. Ha inoltre fatto notare che le riprese di Doctor Lawyer avevano già dovuto essere riprogrammate perché quelle di Urineun oneulbuteo si erano protratte. Un rappresentante di SBS ha risposto che la rete non considerava la sovrapposizione un problema, giacché i due programmi sarebbero stati trasmessi in giorni e orari differenti, e avevano trame totalmente diverse. Il 12 aprile, è stato confermato che il drama sarebbe andato in onda a maggio come precedentemente annunciato, con la prima puntata fissata per il 9 maggio alle 22.
Il 18 aprile sono uscite le prime immagini promozionali, seguite il giorno successivo dal teaser. Il 27 aprile sono stati caricati in rete tre poster: uno singolo di Im Soo-hyang, e due con l'attrice in coppia, rispettivamente, con Sung Hoon e Shin Dong-wook, catturando i rapporti tra i loro personaggi. Il poster con il cast principale è stato svelato il 2 maggio, mentre il 3 maggio è stato reso disponibile attraverso il sito ufficiale un highlight video da 4 minuti.

## Colonna sonora
1. Lee Young-hyun – I'm Going Crazy (돌아버리겠네?, Dor-abeorigenneLR) – 3:14 (VIP, Drei)
2. Kim Bum-soo – I'm Going Crazy (돌아버리겠네?, Dor-abeorigenneLR) – 3:18 (VIP, Drei)
3. Jessi – Gosh – 3:04 (VIP)
4. Shin Ye-young – I'm in Love (설레이는 중?, Seolle-ineun jungLR; lett. "Mentre batte il cuore") – 3:01 (testo: VIP – musica: VIP, Drei)
5. Woody – Sunday to Monday – 3:43 (VIP, Woody)
6. Sung Hoon – I'll Be There (있어줄게?, Iss-eojulgeLR) – 3:20 (VIP)
7. Im Soo-hyang – Goodbye – 3:10 (VIP)

## Accoglienza
Urineun oneulbuteo ha suscitato grande interesse per la premessa innovativa della protagonista vergine che rimane accidentalmente incinta tramite inseminazione artificiale, ma non è riuscita a convincere il pubblico coreano a causa della sua scarsa plausibilità dovuta all'inserimento di eventi provocatori come droghe e omicidi per richiamare la telenovela originale. Gli spettatori sono anche rimasti delusi dal finale, in cui Woo-ri finisce con Kang-jae invece che con il padre di suo figlio, Raphael, a differenza dell'originale.
Secondo Nielsen Korea, il primo episodio ha registrato il 4,6% di share nell'area metropolitana di Seul, il 4,1% su base nazionale, con un picco in tempo reale del 6,6%. Dopo aver guadagnato lo 0,2% con il secondo episodio, gli ascolti sono calati di un punto percentuale la settimana successiva.
La tabella sottostante illustra i dati di ascolto per ogni episodio, con i massimi in rosso e i minimi in blu, e la posizione nella classifica giornaliera.
| Episodio | Data di trasmissione | Share medio         | Share medio                | Share medio         |
| Episodio | Data di trasmissione | Nielsen Korea       | Nielsen Korea              | TNmS                |
| Episodio | Data di trasmissione | A livello nazionale | Area metropolitana di Seul | A livello nazionale |
| -------- | -------------------- | ------------------- | -------------------------- | ------------------- |
| 1        | 9 maggio 2022        | 4,1% (18º)          | 4,6% (15º)                 | 3,8% (18º)          |
| 2        | 10 maggio 2022       | 4,5% (14º)          | 4,8% (13º)                 | 4,2% (15º)          |
| 3        | 16 maggio 2022       | 3,5% (22º)          | 3,7% (19º)                 | 4,0% (17º)          |
| 4        | 17 maggio 2022       | 4,4% (15º)          | 4,8% (11º)                 | 4,6% (14º)          |
| 5        | 23 maggio 2022       | 3,1% (26º)          | 3,2% (N/A)                 | N.D.                |
| 6        | 24 maggio 2022       | 3,4% (22º)          | 3,6% (19º)                 | N.D.                |
| 7        | 30 maggio 2022       | 3,6% (23º)          | 3,6% (N/A)                 | N.D.                |
| 8        | 31 maggio 2022       | 3,6% (15º)          | 3,7% (13º)                 | N.D.                |
| 9        | 6 giugno 2022        | 3,1% (31º)          | 3,4% (N/A)                 | N.D.                |
| 10       | 7 giugno 2022        | 3,5% (21º)          | 4,0% (16º)                 | N.D.                |
| 11       | 13 giugno 2022       | 3,2% (27º)          | 3,5% (N/A)                 | N.D.                |
| 12       | 14 giugno 2022       | 3,8% (20º)          | 4,0% (18º)                 | N.D.                |
| 13       | 20 giugno 2022       | 3,1% (27º)          | N.D.                       | N.D.                |
| 14       | 21 giugno 2022       | 3,6% (23º)          | 4,0% (14º)                 | 3,7% (20º)          |
| Media    | Media                | 3,6%                | N.D.                       | N.D.                |